# 毛复叶角蕨
毛复叶角蕨（学名：Cornopteris badia f. quadripinnatifida）为蹄盖蕨科角蕨属复叶角蕨下的一个变型。

## 扩展阅读
- 維基物種上的相關：毛复叶角蕨